# ジョアン・カルロス・マルティンス
ジョアン・カルロス・ガンドラ・ダ・シウヴァ・マルティンス（ブラジルポルトガル語: João Carlos Gandra da Silva Martins、ポルトガル語発音: [ʒuˈɐ̃w ˈkaɾlus maɾˈtʃĩs]、1940年6月25日 - ）はブラジル・サンパウロ生まれのクラシック音楽ピアニスト・指揮者。指揮者としては母国ブラジルのみならず、アメリカ合衆国やヨーロッパでもオーケストラを率いて演奏した。
幼少期からヨハン・ゼバスティアン・バッハ作品の名演奏家として知られ、彼の鍵盤作品全作を録音した過去を持つ。マルティンスはボストン交響楽団やロサンジェルス・フィルハーモニックなどと共演経験を持つ名ピアニストとして数十年間活躍した。怪我や暴漢事件などでコンサート・ピアニストとしてのキャリアを絶たれた後、彼は指揮者に転向して世界的成功を収めた。2008年5月の『ニューヨーク・タイムズ』紙では、「真に迫った回顧録を埋めるに充分なほど、名声と試練、不屈さ、そして勝利に溢れた人生を送ってきた」と称されている。バシアナ・フィラーモニカ・オーケストラ (Bachiana Filarmônica Orchestra) の指揮者を務めるほか、ラテンアメリカの経済的に恵まれない若手演奏家たちを助ける社会プログラムも主催している。

## 生い立ち

### 幼少期
マルティンスは1940年6月25日にブラジル・サンパウロで生まれた。音楽家を目指していたの父の影響でピアノを弾き始め、8歳でホセ・クリアス（伯: José Kliass）の指導を受けるようになる。翌年には9歳でブラジル・バッハ協会 (The Bach Society of Brazil) 主催のコンペティションで優勝した。

### 若きピアニストとして
18歳の時、マルティンスはプエルトリコで行われたカザルス音楽祭に招聘され、この音楽祭に出演した初めてのラテンアメリカ人となった。1961年には21歳でカーネギー・ホールデビューを飾り、その後はヨハン・ゼバスティアン・バッハ作品に取り組んで、世界中のオーケストラと共演したりバッハ作品の録音を発表したりした。1965年にコニサー・ソサエティのレーベルからバッハの『平均律クラヴィーア曲集』第1巻・第2巻をリリースした後、マルティンスは1968年にRCAからアルベルト・ヒナステラのピアノ協奏曲を発表した（エーリヒ・ラインスドルフ指揮、ボストン交響楽団共演）。この曲は初めてのアルバム化で、その後数週にわたってビルボードのベストセラーリストに載っていたという。

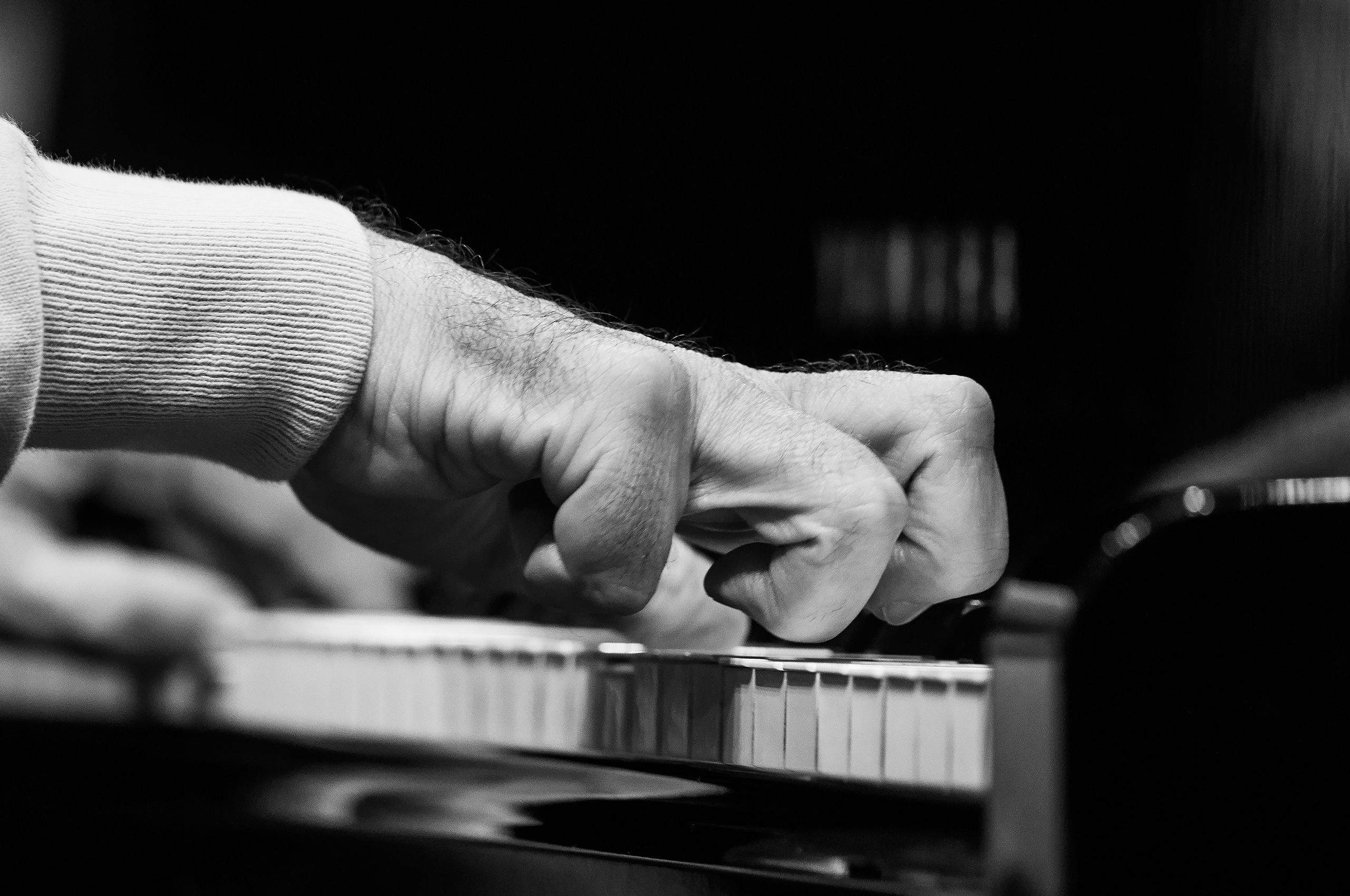
ピアノを弾くマルティンスの手、2013年撮影。右手の中指・環指・小指が屈曲拘縮している

ところが、若きピアニストとしてデビューしたのも束の間、マルティンスは1965年に右腕の尺骨神経を損傷するという大怪我を負う。この時、かねてより大ファンだった地元のサッカーチーム、アソシアソン・ポルトゥゲーザ・ジ・デスポルトス（ポルトゥゲーザ）が彼の住むニューヨークに遠征してきており、マルティンスはセントラル・パークで行われた練習試合に参加して負傷した。怪我の後もピアニスト活動を続けようとするマルティンスだが、神経損傷後遺症として手指3本が筋萎縮してしまい、1970年までにピアニストとしてのキャリアを諦めることになる。

### ピアニストとしてのカムバックと暴漢事件
その後は音楽やスポーツ関係のプロモーター、銀行業や建設業を転々としたが、再びピアノを弾きたいという思いが強くなり、懸命のリハビリに取り組む。1978年にはバッハの『平均律クラヴィーア』をカーネギー・ホールで演奏してカムバックを果たしたが、復帰公演はチケット完売の大熱狂ぶりだった。1979年から1985年にかけて、マルティンスはコンコード・コンチェルトとレイバー・レコーズ (Labor Records) から、バッハの鍵盤楽曲全てを録音して発表した。コンコード・コンチェルトから出された20枚組のバッハ鍵盤楽曲完全収録盤は、ひとりのピアニストによって成し遂げられたバッハコレクションとして世界最大級であり、好意的な批評が数多く寄せられたという。
マルティンスは神経損傷からくる後遺症に悩まされ続け、1985年にも演奏活動を停止するが、1993年までに復帰し、収録とコンサートへ精力的に取り組む。
1995年、マルティンスはツアーで訪れていたブルガリアで2人の強盗に襲われ、鉄パイプで殴りつけられて頭蓋骨から大脳まで至る大怪我を負う。マルティンスは再び右腕の自由を失ったが、新しいバイオフィードバック療法など多数の手術を受けて、1996年にカーネギー・ホールでアメリカ交響楽団との再復帰公演を行った（この時はモーリス・ラヴェルとヒナステラの楽曲を演奏した）。アメリカでの演奏は1985年以来実に11年ぶりのことだった。
更に不運なことに、2000年はじめに受けた手術が失敗し、マルティンスは右手の自由を失う。左手と右手の指1本のみしか使えなくなったマルティンスは、翌2001年にラヴェルの『左手のためのピアノ協奏曲』を収録し、この曲を引っ提げて海外ツアーも行った。ところが今度は左手にデュピュイトラン拘縮や局所性ジストニアが現れ、遂にピアニストとしての演奏生命を断念することになる。

### 指揮者としての再起
ピアニストの道を断念したマルティンスは、指揮者に転身して音楽活動を続ける。2004年にはイギリス室内管弦楽団とのアルバムを発表し、同年には自身でバシアナ・フィラーモニカ・オーケストラ (Bachiana Filarmônica Orchestra) を立ち上げて指揮者に就任する。マルティンスは自身の財団 "Fundação Bachiana Filarmônica"（バッハ・フィルハーモニー財団の意）で経済的に恵まれないブラジルの若手演奏家たちを支援しており、財団を通じてバシアナ・フィルハーモニック・オーケストラとユース・バシアナ・オーケストラ (the Bachiana Philharmonic Orchestra / the Youth Bachiana Orchestra) の2楽団を支援している。2000年代前半からは専ら指揮者として活動するようになる。

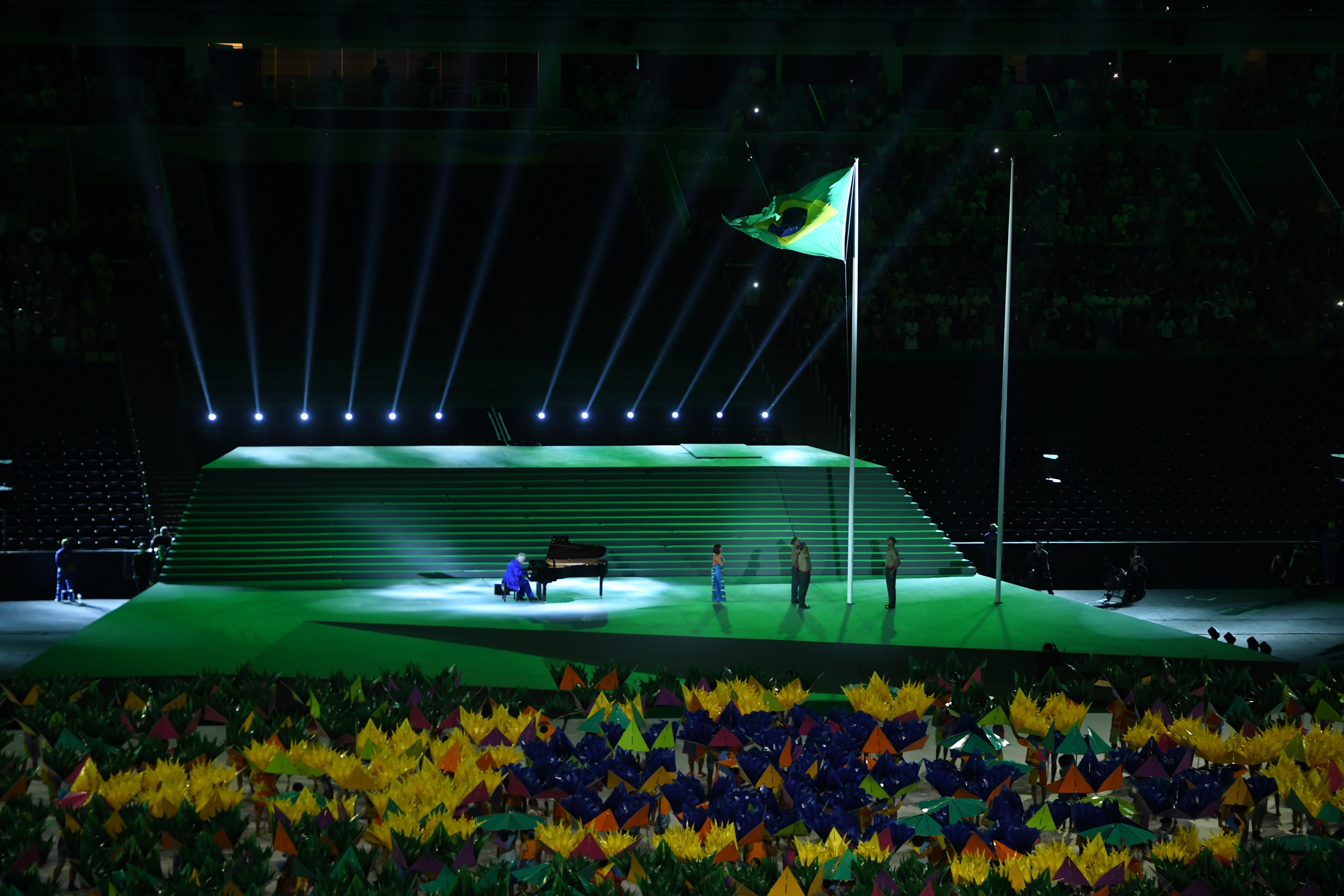
リオパラリンピック開会式で国歌を演奏するマルティンス

2016年リオデジャネイロパラリンピックがマルティンスの地元・ブラジルで開かれると、彼は9月7日に行われた開会式に登場し、ブラジル国旗掲揚に合わせてブラジルの国歌をピアノ演奏した。右手の動きや神経障害性疼痛のため、今までマルティンスが受けた手術は24回にも及ぶという。彼は2019年3月にピアニストとしての演奏生活から再び引退した。
2020年9月、マルティンスは自身のInstagramアカウントで、両手に生体工学的手袋を付けながらピアノを弾く姿を公開した。この手袋はブラジルの工業デザイナー、ウビラータ・ビザーロ・コスタ（伯: Ubiratã Bizarro Costa）が設計したもので、マルティンスと共に試作品に取り組み完成させたものだという。コスタによれば3Dプリンターを用いてクロロプレンゴム（ネオプレン）を加工したもので、材料費はわずか500レアルほどだった。マルティンスが泣きながらピアノを弾く姿は、元プロバスケットボール選手のレックス・チャップマンがTwitterに投稿するなど広く拡散され、マルティンスのInstagram投稿が30万回以上再生されるなど大きな反響を呼んだ。2020年12月3日には『奇跡体験!アンビリバボー』で特集され、日本に縁がなかったというマルティンスが初めて日本メディアのインタビューに応じた様子が放送された。手袋を手に入れたマルティンスは、ピアニストとしてのキャリアも再開させている。

## 本と映画
2001年、"Conversations with João Carlos Martins"（『ジョアン・カルロス・マルティンスとの対話』の意味）と銘打たれた本が出版され、彼の人生とキャリアが振り返られた。この本は自身もピアニストでジュリアード音楽院で教鞭を執るデイヴィッド・デュヴァルが執筆した。
2004年にはドイツのドキュメンタリー映画 "Die Martins-Passion"（『マルティンスの情熱』の意味、96分）が公開された。作品ではどん底に落ちたマルティンスの姿や、初期の成功とドラマチックな彼の人生が描かれ、キャリア最高潮の映像だけでなく幼少期などの映像も盛り込まれた。サッカー選手のペレ、ジャズピアニストのデイヴ・ブルーベックなど、マルティンスの友人も複数出演している。
2017年には伝記的ドラマ映画『マイ・バッハ 不屈のピアニスト』（João, O Maestro、『指揮者ジョアン』）が制作され、同年8月に公開された。監督はブルーノ・バレットが務め、若い頃と壮年のマルティンスをロドリゴ・パンドルフォ（伯: Rodrigo Pandolfo）とアレクサンドロ・ネロ、かつての妻カルメンをアリーン・モラエスがそれぞれ演じた。作品ではマルティンスのプレイボーイ的性格も赤裸々に描かれた。この作品の映画化にはクリント・イーストウッドも興味を示していたという。日本ではイオンエンターテイメントが配給し、2020年9月に公開された。